# Fonda de sisos
Una fonda de sisos era, a l'època de la Renaixença catalana, una fonda de Barcelona on les classes mitjanes i populars podien menjar menús casolans a preus assequibles. El nom ve de sis (rals), que era el preu de passar-hi una nit. L'àpat valia uns dos rals.
Les fondes barcelonines crearen una cuina pública catalana i de qualitat, amb plats com la botifarra o llom amb mongetes, el bacallà a la llauna, els macarrons ara típics (amb sofregit, botifarra i gratinats al forn), etc., i van instituir el plat d'arròs o de paella dels dijous. Com la majoria de plats europeus creats al segle xix, no sempre eren nutricionalment complets; de vegades, hi faltava verdura i, tot i que ara sabem que les lleguminoses tenen tanta proteïna com la carn, sovint, de carn, no n'hi havia gaire. Aquesta cuina contrastava amb la cuina burgesa i dels grans restaurants de l'època, que intentava copiar la francesa, que en aquella època vivia el seu màxim apogeu, i fins i tot s'afrancesaven els noms dels plats o els posaven directament en francès, encara que haguessin d'afegir al costat la traducció al català perquè els clients els comprenguessin.
En canvi, a les fondes de sisos es varen crear noms de plats, que aleshores coneixien tots els clients, interessants per la seva creativitat, poesia, ironia i humor. Per exemple, una bicicleta eren dos ous ferrats, els peus de porc eren del senyor, un pagès amb barretina era un trinxat amb arengada, mitja xerraire amb llàgrimes de manobre era llengua amb mongetes, samarreta amb allioli era tripa al forn, etc.